# Tikendrajit
Juvraj Tikendrajit, ook wel Koireng genoemd, is geboren op 29 december 1856 in Manipur. Hij is de vierde zoon van koning Chandrakriti. Tikendrajit droeg drie titels in zijn leven, zo was hij gedurende zijn vader Kotwol, tijdens zijn oudere broer Surchandra Semapati en tijdens Kalluchandra Jubrai. Tikendrajit verzette zich sterk tegen de Britse invloedssfeer, dit leidde tot de Engels-Manipurese Oorlog. Op 13 augustus 1891 werd hij opgehangen. Deze is nu de nationale pariotendag van Manipur.